# Ursula Fingerlos
Ursula Fingerlos Smith  (* 17. November 1976 in Sankt Michael im Lungau) ist eine ehemalige österreichische Snowboarderin.

## Werdegang
Fingerlos begann in ihrer Kindheit mit dem alpinen Skisport. Als Jugendliche kam sie erstmals zum Snowboard-Sport. Sie begann unter Roland Gell beim USC Mauterndorf zu trainieren. Nachdem sie 1995 die Matura abgeschlossen hatte, entschied sie sich gegen ein sofortiges Studium und konzentrierte sich ausschließlich auf den Sport. Bereits zur Saison 1995/96 wurde sie in den österreichischen Nationalkader aufgenommen und gab am 21. November 1995 ihr Debüt im Snowboard-Weltcup. Als Elfte im Riesenslalom bewies sie sofort ihr Talent. In La Bresse lief sie im Januar 1996 erstmals unter die besten zehn. Am 4. Februar feierte sie im deutschen Bad Hindelang ihren ersten Weltcup-Sieg. Bis zum Saisonende feierte sie drei weitere Siege in Sun Peaks und Mt. Bachelor. In der Disziplinwertung für den Riesenslalom erreichte sie dabei den dritten Platz. Bei den Snowboard-Weltmeisterschaften 1996 in Lienz verpasste sie als Vierte in dieser Disziplin nur knapp eine Medaille.
Nachdem Fingerlos im folgenden Winter 1996/97 nur einmal aufs Podest fuhr, konnte sie im Olympiawinter 1997/98 drei Podestplätze im Snowboardcross einfahren und sicherte sich am Ende erstmals auch diese Disziplinwertung im Weltcup. Bei den Olympischen Winterspielen 1998 in Nagano startete sie im ausschließlich ausgetragenen Riesenslalom und verpasste dabei als Fünfte die Medaillenränge. Im Winter 1998/99 gewann Fingerlos die Snowboardcross-Weltcups in Grächen und Olang und verteidigte ihren Sieg in der Disziplinwertung. Im Gesamtweltcup der Saison 1998/99 wurde Fingerlos wie bereits im Vorjahr Dritte. Bei den Snowboard-Weltmeisterschaften 1999 in Berchtesgaden stand ihre Disziplin Snowboardcross nicht im Programm. Sie startete aber in den anderen Disziplinen und wurde Sechste im Riesenslalom, Zehnte im Parallelriesenslalom und Elfte im Parallelslalom.
In der Saison 1999/2000 gelangen Fingerlos vier weitere Weltcup-Siege. Da aber keine weiteren Top-Platzierungen dazukamen, blieb sie am Ende nur auf Rang sieben im Gesamtweltcup. Im Januar 2001 zog sich Fingerlos einen Beinbruch zu und musste somit lange pausieren. Auch für die Snowboard-Weltmeisterschaften 2001 bekam sie so keinen Startplatz. Zum Abschluss des Winters 2000/01 kam sie jedoch im finnischen Ruka wieder im Weltcup zum Einsatz und wurde Sechste im Snowboardcross. Ab dem Winter 2001/02 startete Fingerlos auch im Europacup. zudem spezialisierte sie sich im Weltcup weiter auf Snowboardcross und verpasste dadurch auch die Qualifikation für die Olympischen Winterspiele 2002 in Salt Lake City. Ein Jahr später wurde Snowboardcross erstmals bei den Snowboard-Weltmeisterschaften 2003 am Kreischberg ausgetragen. Fingerlos gewann dabei die Silbermedaille hinter der Französin Karine Ruby. Nachdem sie im Weltcup weitere Siege feierte, beendete sie die Saison erneut auf Rang drei im Gesamtweltcup.
Im Frühjahr 2004 stürzte Fingerlos bei einem Trainingslauf so schwer, dass sie erneut lange pausieren musste. Im Dezember 2004 unternahm sie einen Comeback-Versuch im NorAm-Cup. Nachdem sie aber gesundheitlich nicht in der Lage war, an alte Erfolge anzuknüpfen beendete sie noch im Dezember 2004 ihre aktive Karriere. Bereits am 17. Juli 2004 heiratete sie den US-amerikanischen Snowboarder Dan Smith und übersiedelte mit ihm in die Nähe von Denver, Colorado. Dort nahm sie eine Tätigkeit bei einem Augenarzt auf.
Bereits 1998 erhielt Fingerlos das Goldene Verdienstzeichen der Republik Österreich.

## Erfolge

### Snowboard-Weltmeisterschaften
- 1996 Lienz: 4. Riesenslalom, 16. Parallelslalom
- 1997 Innichen: 7. Riesenslalom, 34. Riesenslalom
- 1999 Berchtesgaden: 6. Riesenslalom, 10. Parallelriesenslalom, 11. Parallelslalom
- 2003 Kreischberg: Silber im Snowboardcross

### Nationale Meisterschaften
- 1996: Gold Riesenslalom
- 1998: Silber Riesenslalom
- 1999: Gold Slalom, Silber Riesenslalom